# 끄레 어소시에이츠
끄레 어소시에이츠(프랑스어: cree associates)는 대한민국의 디자인 회사이다.1985년 디자인회사 이가솜씨 출신의 최만수 대표가 설립했다.

## 디자인한 작품
- 《코끼리는 생각하지마》(조지 레이코프 저, 유나영 옮김, 삼인)표지
- 《도쿄이야기》(에드워드 사이덴스티커 저, 허호 옮김,이산)
- 《포크는 왜 네 갈퀴를 달게 되었나》(헨리 페트로스키 저, 이희재 옮김,지호)
- 잡지 《당대비평》
- 《김대중 자서전1,2》(김대중 지음) [삼인]표지